# Singoalla
Singoalla is een roman van de Zweedse schrijver Viktor Rydberg uit 1857 over de verboden liefde tussen een ridder en een zigeunermeisje.
De roman werd eerst als feuilleton in delen gepubliceerd in de krant Aurora in het jaar 1857, met de ondertitel "Romantisch sprookjesverhaal" (Zweeds: Romantisk sagodikt). In 1865 werd het voor het eerst als boek uitgegeven, maar met een bewerkt einde. In 1949 werd het boek verfilmd onder de naam Singoalla.

## Verhaal
Singoalla speelt zich af in de veertiende eeuw in het Zweedse landschap Småland. Het verhaal gaat over Erland, de zoon van een ridder, die verliefd wordt op Singoalla, de dochter van een zigeunerhoofdman die met zijn volk een paar dagen op het grondgebied van het slot verblijft. Erland en Singoalla ontmoeten elkaar voor het eerst bij de beek die door het bos stroomt dat bij het slot van Erlands vader hoort. Diezelfde avond trekt het zigeunervolk weer verder, maar Erland kan Singoalla niet vergeten. Een jaar later keren de zigeuners weer terug en Erland en Singoalla ontmoeten elkaar meerdere keren bij de beek. Ze trouwen met elkaar door elkaar een heilige lofte te doen en een druppel van elkaars bloed te drinken. Wanneer het zigeunervolk verder trekt gaat Erland mee, maar hij weet niet dat de zigeuners een aantal kostbare voorwerpen uit het klooster hebben gestolen. Wanneer Erlands vader en zijn gevolg de zigeuners inhalen, moeten zij de zigeuners laten ontkomen in ruil voor de gegijzelde Erland. Assim, Singoalla's jaloerse verloofde, heeft er ondertussen voor gezorgd dat Erland vergiftigd is en neemt Singoalla mee met de overige zigeuners.
Erland overleeft zijn vergiftiging ternauwernood maar kan zich zijn liefde voor Singoalla niet goed meer herinneren. Hij vertrekt voor bijna tien jaar naar Duitsland om daar als ridder de koning te dienen en trouwt na terugkomst met het meisje Helena, met wie hij al sinds kind verloofd is. Samen krijgen ze een zoon.
Na deze tien jaren keert Singoalla terug, samen met Assim, met wie zij inmiddels getrouwd is, en Sorgbarn (Smartenkind), de zoon die ze kreeg van Erland. Sorgbarn zegt dat hij een pelgrim is en mag honderd dagen lang Erlands persoonlijke bediende zijn.
Na een tijdje begint Sorgbarn Erland 's nachts te hypnotiseren en neemt hem mee naar Singoalla, die verborgen in het bos woont. 's Nachts, in zijn hypnose, herinnert Erland zich dat hij van Singoalla houdt en noemt Sorgbarn zijn zoon, maar overdag haat hij Singoalla en Sorgbarn steeds meer. Op een nacht raakt Erland niet onder hypnose en doodt hij Sorgbarn in het bos. Wanneer hij Singoalla gevonden heeft, realiseert Erland zich dat hij zijn eigen zoon vermoord heeft en dat hij eigenlijk altijd van Singoalla gehouden heeft. Hij belooft Singoalla dat hij, om boete te doen, voor de rest van zijn leven in het bos zal leven zonder een dak boven zijn hoofd.Ondertussen wordt de omgeving getroffen door de pest. Bijna iedereen sterft, ook Erlands vrouw Helena. Erland hoort dat zijn jonge zoon meegenomen is door een meisje met een bruine huid en realiseert zich dat dit Singoalla moet zijn geweest. Jarenlang leeft Erland als kluizenaar in het bos. Op een dag komt een jongeman aan bij Erlands woning en praat met hem, omhelst hem en vertrekt dan weer. Er wordt geïmpliceerd dat deze jongeman Erlands zoon is. Hier eindigt het verhaal over Singoalla en Erland.

## Personages
- Erland, de zoon van een ridder en later zelf een ridder. Hij is verliefd op Singoalla.
- Singoalla, een zigeunermeisje. Ze is verliefd op Erland.
- Assim, de verloofde van Singoalla.
- Sorgbarn, de zoon van Erland en Singoalla.
- Helena, Erlands echtgenote.